# Yitzhak Yedid
Yitzhak Yedid (hebrejski: יצחק ידיד; r. 29. rujna 1971.) izraelsko-australski je skladatelj poznat po svojim doprinosima suvremenoj klasičnoj glazbi i umijeću pijanista improviziranja. Dobitnik je brojnih prestižnih nagrada, čime je učvrstio svoj status svjetla u glazbenom području. Yedid se danas ističe kao jedan od najinovativnijih skladatelja na globalnoj sceni. Njegov skladateljski stil je bogata tapiserija koju karakterizira eklekticizam, multikulturalni utjecaji i duboko osobni izraz. Crpi iz raznolikog niza inspiracija, uključujući jazz, židovsku katorsku glazbu, klasične europske tradicije i avangardno eksperimentiranje. Njegove su skladbe cijenjene zbog zadivljujućeg spoja unutarnjih emocija i intelektualne dubine, često sadržavajući vizualno evokativne elemente koji poboljšavaju iskustvo slušatelja.